# Liga de Campeones de la EHF 2019-20
La Liga de Campeones de la EHF 2019-20 es la 60ª edición de la mejor competición de clubes de balonmano de Europa, aunque la 27ª con la nomenclatura actual y la 11.ª con el formato final actual. 
La competición comenzó el 11 de septiembre y tenía previsto terminar el 31 de mayo de ese mismo año, sin embargo, debido a la pandemia de coronavirus de 2020, la final four de la competición fue aplazada hasta diciembre de ese mismo año, quedando totalmente suspendidos los octavos de final y los cuartos de final, disputando la final four los cuatro mejores equipos de la fase de grupos, entre los que se encontraba el FC Barcelona. La fase final de la misma se disputará por undécimo año consecutivo en el Lanxess Arena de Colonia.
El THW Kiel resultó campeón de esta edición, después de superar en la final al FC Barcelona.

## Formato de competición
Los 28 equipos de la competición están repartidos en cuatro grupos, los dos primeros tienen ocho equipos y los dos siguientes tienen 6 equipos.
- Grupos A y B. El primer equipo de cada grupo pasa directamente a cuartos de final y los equipos entre el segundo y el sexto van a una ronda eliminatoria. Los equipos 7º y 8º quedan eliminados.
- Grupos C y D. Los dos primeros equipos de cada grupo juegan un play-off para determinar que dos equipos juegan contra los otros 10 de los dos primeros grupos.

Octavos de final
En esta ronda se enfrentan los equipos que hayan quedado entre los puestos 2 y 6 y los dos ganadores de la eliminatoria de los grupos C y D en una eliminatoria a ida y vuelta.
Cuartos de final
En esta ronda se enfrentan los dos equipos que quedaron en primera posición en los grupos A y B, y todos los que hubiesen superado los octavos de final en una eliminatoria a ida y vuelta
Final Four
Aquí se enfrentan los equipos que hayan logrado pasar los cuartos de final. Quien haya ganado el primer partido se enfrentará en la final al equipo que gane también el otro partido. Los dos equipos perdedores jugarán un partido por el tercer y cuarto puesto.

## Equipos clasificados
| Grupos A/B        | Grupos A/B            | Grupos A/B             | Grupos A/B           |
| ----------------- | --------------------- | ---------------------- | -------------------- |
| HC Meshkov Brest  | RK Zagreb             | Aalborg                | Oporto               |
| Elverum           | Paris Saint-Germain   | SG Flensburg-Handewitt | THW Kiel             |
| Pick Szeged       | Veszprém KSE          | RK Vardar              | Vive Kielce          |
| RK Celje          | FC Barcelona          | Montpellier HB         | HC Motor Zaporozhye  |
| Grupos C/D        |                       |                        |                      |
| IFK Kristianstad  | Riihimäki Cocks       | Eurofarm Rabotnik      | GOG Gudme            |
| Orlen Wisła Płock | Sporting CP           | Dinamo Bucarest        | Chekhovskiye Medvedi |
| Bidasoa Irún      | Kadetten Schaffhausen | Tatran Presov          | IK Sävehof           |

## Resultados

### Fase de grupos

#### Grupo A
| Local \ Visitante   | AAL   | BAR   | CEL   | ELV   | FLE   | PSG   | SZE   | ZAG   |
| ------------------- | ----- | ----- | ----- | ----- | ----- | ----- | ----- | ----- |
| Aalborg             | —     | 30–34 | 28–24 | 30–28 | 31–28 | 29–32 | 28–35 | 30–20 |
| Barcelona           | 44–35 | —     | 45–21 | 33–24 | 31–27 | 36–32 | 30–28 | 32–23 |
| Celje               | 28–29 | 25–37 | —     | 32–25 | 24–25 | 29–33 | 23–34 | 24–22 |
| Elverum             | 24–34 | 26–30 | 37–26 | —     | 28–34 | 22–25 | 25–26 | 30–30 |
| Flensburg-Handewitt | 29–32 | 27–34 | 29–26 | 26–19 | —     | 29–30 | 34–26 | 20–17 |
| PSG                 | 37–24 | 32–35 | 27–18 | 31–25 | 32–30 | —     | 30–25 | 37–26 |
| Pick Szeged         | 26–26 | 31–28 | 31–24 | 32–25 | 24–24 | 32–29 | —     | 33–23 |
| RK Zagreb           | 31–30 | 19–36 | 27–31 | 30–27 | 25–26 | 29–37 | 21–26 | —     |

| Pos | Equipo              | PJ | PG | PE | PP | GF  | GC  | Dif  | Pts | Calificación              |
| --- | ------------------- | -- | -- | -- | -- | --- | --- | ---- | --- | ------------------------- |
| 1º  | Barcelona           | 14 | 13 | 0  | 1  | 485 | 380 | +105 | 26  | Avanza a cuartos de final |
| 2º  | PSG                 | 14 | 11 | 0  | 3  | 444 | 389 | +55  | 22  | Avanza a octavos de final |
| 3º  | Pick Szeged         | 14 | 9  | 2  | 3  | 409 | 370 | +39  | 20  | Avanza a octavos de final |
| 4º  | Aalborg             | 14 | 7  | 1  | 6  | 416 | 420 | -4   | 15  | Avanza a octavos de final |
| 5º  | Flensburg-Handewitt | 14 | 7  | 1  | 6  | 388 | 379 | +9   | 15  | Avanza a octavos de final |
| 6º  | RK Celje            | 14 | 3  | 0  | 11 | 355 | 429 | -74  | 6   | Avanza a octavos de final |
| 7º  | RK Zagreb           | 14 | 2  | 1  | 11 | 343 | 419 | -76  | 5   | Eliminado                 |
| 8º  | Elverum             | 14 | 1  | 1  | 12 | 365 | 419 | -54  | 3   | Eliminado                 |

#### Grupo B
| Local \ Visitante | KIE   | MBR   | MHB   | MOT   | OPO   | THW   | VAR   | VES   |
| ----------------- | ----- | ----- | ----- | ----- | ----- | ----- | ----- | ----- |
| Kielce            | —     | 30–24 | 27–29 | 33–26 | 30–25 | 32–30 | 35–25 | 34–33 |
| Meshkov Brest     | 27–31 | —     | 25–27 | 33–31 | 32–35 | 33–30 | 31–22 | 30–37 |
| Montpellier       | 25–24 | 30–26 | —     | 34–30 | 22–27 | 30–33 | 31–33 | 23–18 |
| Motor Zaporiyia   | 26–33 | 33–36 | 25–26 | —     | 33–29 | 27–30 | 30–31 | 22–32 |
| Oporto            | 33–30 | 27–25 | 23–23 | 35–35 | —     | 29–30 | 30–22 | 24–31 |
| THW Kiel          | 30–30 | 31–23 | 33–32 | 32–32 | 27–28 | —     | 34–23 | 29–28 |
| Vardar            | 28–28 | 36–31 | 27–31 | 38–28 | 32–27 | 20–31 | —     | 29–38 |
| Veszprém          | 28–24 | 31–25 | 24–23 | 40–28 | 38–28 | 31–37 | 39–30 | —     |

| Pos | Equipo          | PJ | PG | PE | PP | GF  | GC  | Dif | Pts | Calificación              |
| --- | --------------- | -- | -- | -- | -- | --- | --- | --- | --- | ------------------------- |
| 1º  | THW Kiel        | 14 | 9  | 2  | 3  | 437 | 398 | +39 | 20  | Avanza a cuartos de final |
| 2º  | MKB Veszprém    | 14 | 10 | 0  | 4  | 448 | 386 | +62 | 20  | Avanza a octavos de final |
| 3º  | Vive Kielce     | 14 | 7  | 2  | 4  | 421 | 389 | +32 | 18  | Avanza a octavos de final |
| 4º  | Montpellier HB  | 14 | 8  | 1  | 5  | 386 | 375 | +11 | 17  | Avanza a octavos de final |
| 5º  | FC Oporto       | 14 | 6  | 2  | 6  | 400 | 410 | -10 | 14  | Avanza a octavos de final |
| 6º  | RK Vardar       | 14 | 5  | 1  | 8  | 396 | 444 | -48 | 11  | Avanza a octavos de final |
| 7º  | Meshkov Brest   | 14 | 4  | 0  | 10 | 401 | 431 | -30 | 8   | Eliminado                 |
| 8º  | Motor Zaporiyia | 14 | 1  | 2  | 11 | 406 | 462 | -56 | 4   | Eliminado                 |

#### Grupo C
| Local \ Visitante | BID   | EUR   | RII   | SAV   | SCP   | TAT   |
| ----------------- | ----- | ----- | ----- | ----- | ----- | ----- |
| Bidasoa Irún      | —     | 26–25 | 34–19 | 39–23 | 32–32 | 27–27 |
| Eurofarm Rabotnik | 25–23 | —     | 31–30 | 32–31 | 29–30 | 23–24 |
| Riihimäki Cocks   | 18–28 | 23–21 | —     | 25–30 | 25–23 | 29–27 |
| IK Sävehof        | 24–33 | 25–24 | 28–22 | —     | 29–24 | 30–29 |
| Sporting CP       | 30–30 | 36–26 | 39–29 | 27–20 | —     | 32–24 |
| Tatran Prešov     | 23–25 | 31–29 | 30–19 | 23–28 | 22–37 | —     |

| Pos | Equipo               | PJ | PG | PE | PP | GF  | GC  | Dif | Pts | Calificación     |
| --- | -------------------- | -- | -- | -- | -- | --- | --- | --- | --- | ---------------- |
| 1º  | Bidasoa Irún         | 10 | 6  | 3  | 1  | 297 | 246 | +51 | 15  | Avanza a playoff |
| 2º  | Sporting de Portugal | 10 | 6  | 2  | 2  | 309 | 266 | +43 | 14  | Avanza a playoff |
| 3º  | IK Sävehof           | 10 | 6  | 0  | 4  | 268 | 278 | -10 | 12  | Eliminado        |
| 4º  | Tatran Prešov        | 10 | 3  | 1  | 6  | 260 | 279 | -19 | 7   | Eliminado        |
| 5º  | Riihimäki Cocks      | 10 | 3  | 0  | 7  | 239 | 290 | -51 | 6   | Eliminado        |
| 6º  | Eurofarm Rabotnik    | 10 | 3  | 0  | 7  | 265 | 279 | -14 | 6   | Eliminado        |

#### Grupo D
| Local \ Visitante     | CHE   | DBU   | GOG   | KAD   | KRI   | WIS   |
| --------------------- | ----- | ----- | ----- | ----- | ----- | ----- |
| Chejovskie Medvedi    | —     | 20–30 | 36–28 | 29–27 | 37–26 | 25–23 |
| Dinamo Bucarest       | 34–23 | —     | 35–28 | 27–26 | 28–25 | 29–20 |
| GOG Gudme             | 38–31 | 31–32 | —     | 35–30 | 37–37 | 28–27 |
| Kadetten Schaffhausen | 32–23 | 28–28 | 40–28 | —     | 26–29 | 24–27 |
| Kristianstad          | 36–28 | 29–29 | 24–33 | 24–24 | —     | 24–20 |
| Wisła Płock           | 34–28 | 26–26 | 27–24 | 27–23 | 36–29 | —     |

| Pos | Equipo                | PJ | PG | PE | PP | GF  | GC  | Dif | Pts | Calificación     |
| --- | --------------------- | -- | -- | -- | -- | --- | --- | --- | --- | ---------------- |
| 1º  | Dinamo Bucarest       | 10 | 7  | 3  | 0  | 298 | 256 | +42 | 17  | Avanza a playoff |
| 2º  | Wisła Płock           | 10 | 5  | 1  | 4  | 267 | 260 | +7  | 11  | Avanza a playoff |
| 3º  | GOG Gudme             | 10 | 4  | 1  | 5  | 310 | 319 | -9  | 9   | Eliminado        |
| 4º  | IFK Kristianstad      | 10 | 3  | 3  | 4  | 283 | 298 | -15 | 9   | Eliminado        |
| 5º  | Chejovskie Medvedi    | 10 | 4  | 0  | 6  | 280 | 308 | -28 | 8   | Eliminado        |
| 6º  | Kadetten Schaffhausen | 10 | 2  | 2  | 6  | 280 | 277 | +3  | 6   | Eliminado        |

## Fase final

### Playoffs
| Equipo 1             | Agr.  | Equipo 2        | Ida   | Vuelta |
| -------------------- | ----- | --------------- | ----- | ------ |
| Orlen Wisła Płock    | 51-49 | Bidasoa Irún    | 32-25 | 19-24  |
| Sporting de Portugal | 49-52 | Dinamo Bucarest | 25-26 | 24-26  |

### Octavos final
| Equipo 1               | Agr.      | Equipo 2       | Ida | Vuelta |
| ---------------------- | --------- | -------------- | --- | ------ |
| Dinamo Bucarest        | Cancelado | PSG            |     |        |
| Orlen Wisła Płock      | Cancelado | MKB Veszprém   |     |        |
| RK Vardar              | Cancelado | Pick Szeged    |     |        |
| RK Celje               | Cancelado | Vive Kielce    |     |        |
| FC Oporto              | Cancelado | Aalborg HB     |     |        |
| SG Flensburg-Handewitt | Cancelado | Montpellier HB |     |        |

### Cuartos de final
Los cuartos de final y octavos de final quedaron suspendidos debido a la pandemia de coronavirus de 2020, decidiendo la EHF la clasificación directa de FC Barcelona, PSG, MKB Veszprém y THW Kiel para la final four.

### Final Four
|  | Semifinales         | Semifinales |                 |    | Final | Final |
|  |                     |             |                 |    |       |       |
|  | 28 de diciembre     |             |                 |    |       |       |
|  |                     |             |                 |    |       |       |
|  | FC Barcelona        | 37          |                 |    |       |       |
|  | FC Barcelona        | 37          | 29 de diciembre |    |       |       |
|  | Paris Saint-Germain | 32          |                 |    |       |       |
|  | Paris Saint-Germain | 32          | FC Barcelona    | 28 |       |       |
|  | 28 de diciembre     |             | FC Barcelona    | 28 |       |       |
|  |                     | THW Kiel    | 33              |    |       |       |
|  | THW Kiel            | THW Kiel    | 33              | 36 |       |       |
|  | THW Kiel            |             |                 | 36 |       |       |
|  | Veszprém KSE        | 35          |                 |    |       |       |
|  | Veszprém KSE        | 35          | 3º Puesto       |    |       |       |
|  |                     |             |                 |    |       |       |
|  | 29 de diciembre     |             |                 |    |       |       |
|  |                     |             |                 |    |       |       |
|  | Paris Saint-Germain | 31          |                 |    |       |       |
|  | Paris Saint-Germain | 31          |                 |    |       |       |
|  | Veszprém KSE        | 26          |                 |    |       |       |

| Liga de Campeones EHF 2019-20 |
| ----------------------------- |
|                               |
| THW Kiel 4.o Título           |

## Equipo ideal
El equipo ideal de la competición se anunció el 12 de junio de 2020.
| Posición          | Nombre           | Club           |
| ----------------- | ---------------- | -------------- |
| Portero           | Niklas Landin    | THW Kiel       |
| Extremo derecho   | Niclas Ekberg    | THW Kiel       |
| Extremo izquierdo | Manuel Štrlek    | MKB Veszprém   |
| Pivote            | Bence Bánhidi    | SC Pick Szeged |
| Central           | Mikkel Hansen    | PSG            |
| Lateral derecho   | Alex Dujshebaev  | Vive Kielce    |
| Lateral izquierdo | Sander Sagosen   | PSG            |
| Mejor defensa     | Blaž Blagotinšek | MKB Veszprém   |
| Mejor joven       | Aleix Gómez      | FC Barcelona   |
| Mejor entrenador  | David Davis      | MKB Veszprém   |

| Predecesor: Liga de Campeones de la EHF 2018-19 | Liga de Campeones de la EHF 2019-20 | Sucesor: Liga de Campeones de la EHF 2020-21 |